# 拉脱维亚黑麦面包
拉脱维亚黑麦面包是拉脱维亚一種主要由裸麥製成的黑麦面包，也是拉脱维亚人的主食之一。该面包用黑麥粉在燃木爐中烤製而成，並添加了葛缕子与麦芽以赋予麵包獨特的風味和香氣。拉脱维亚黑麦面包也时常用于制作多层黑麦面包甜点以及拉脱维亚干果面包羹。
这种黑麦面包的变种Salinātā rudzu rupjmaize因在面团上注入熱水而较之一般的黑麦面包更甜。2013年，Salinātā rudzu rupjmaize註冊為歐盟傳統特產。